# Czerwonka (powiat węgrowski)

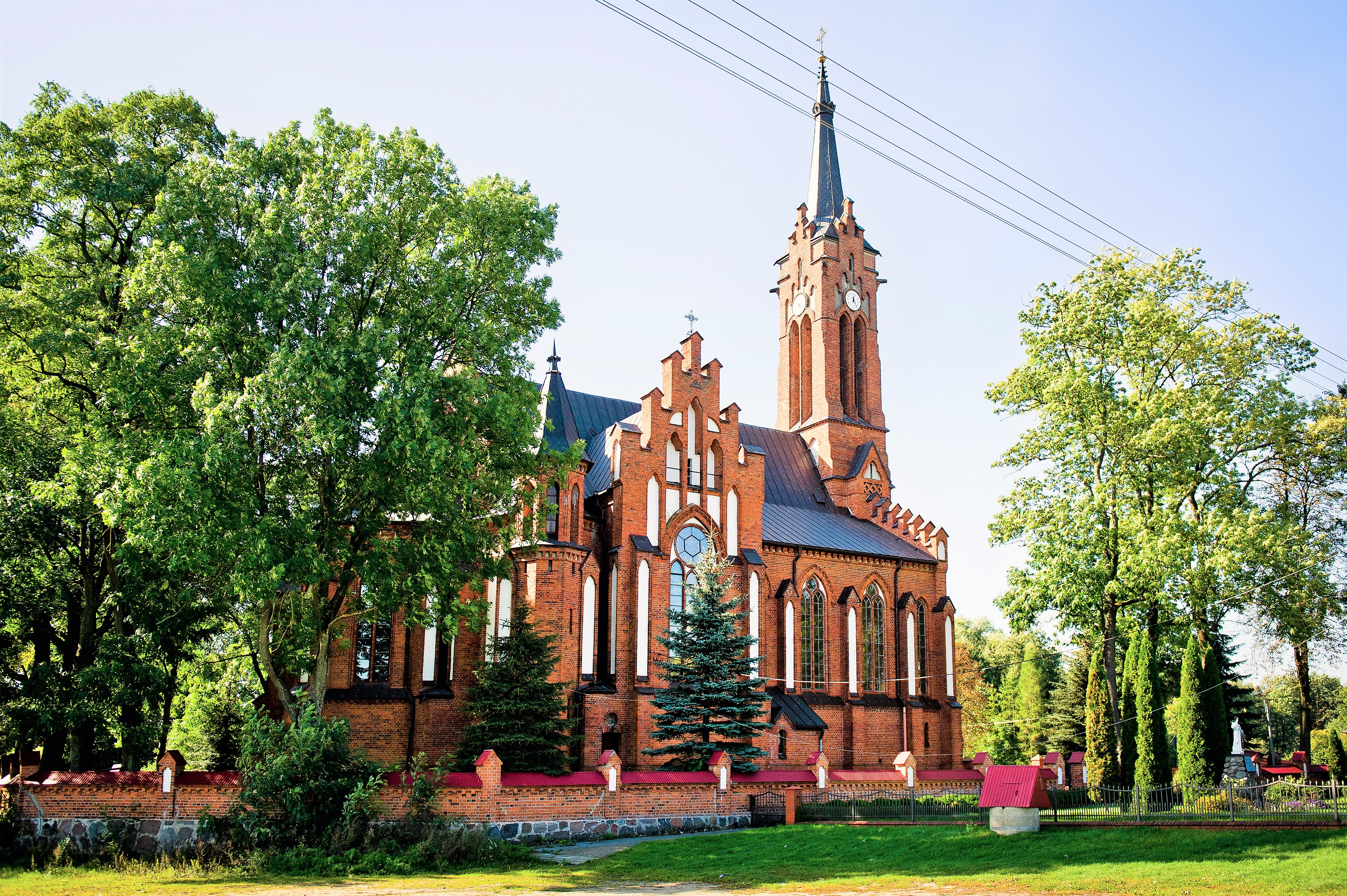
Kościół parafialny pod wezwaniem św. Stanisława BM

Czerwonka – wieś w Polsce położona w województwie mazowieckim, w powiecie węgrowskim, w gminie Wierzbno. Ma status sołectwa.
Chociaż według TERYT wieś jest oddzielną osadą od Czerwonki - Folwark, to księgi parafialne (Parafia św. Stanisława w Czerwonce Liwskiej) podają, że to jedna wieś. Także wśród mieszkańców panuje takie przekonanie, a tablice drogowe ustawione są tylko na zewnętrznych granicach terenu zabudowanego nie uwzględniając podziału na Czerwonkę Liwską i Czerwonkę - Folwark. Parafia podaje także, że ludność wsi wynosi 311 osób, nie uwzględniając podziału wsi.
W latach 1975–1998 miejscowość należała administracyjnie do województwa siedleckiego.